# 倪子岡
倪子岡（英語：Alex Ni；藝名Nese），是美籍台裔歌手、詞曲作者和音樂製作人，風格混合了嘻哈和電子舞曲，往往具有強烈節奏和輕鬆旋律。著名的作品有《Superman》、《表白》等。

## 履歷
Nese出生於美國西雅圖，自幼學習鋼琴與小提琴，畢業於華盛頓大學視覺藝術系。
深受美國流行音樂影響的Nese，返台後開始在華語樂壇發表作品。2006年為蕭亞軒專輯《1087》創作包含《表白》在內的三首歌曲，其獨特的EDM風格逐漸獲得認可，成為華語樂壇嘻哈與電子舞曲製作人。
2008年再度與蕭亞軒合作專輯《3面夏娃》，延續強烈節奏與時髦曲風，並參與歌曲《速配程度》的Rap演出。同年為熱門劇集《籃球火》創作並演唱主題曲《Superman》與《絕隊無敵》。

### 詞曲創作與製作
近年與蔡依林、阿妹、陳奕迅、潘瑋柏、鄭秀文、鹿晗、韓庚、王心凌、A-Lin、Lollipop F、安柏兒、吳莫愁、韓國女團GFRIEND、日本組合LOL等亞洲知名歌手合作。
2014年為蔡依林譜寫《Play 我呸》，與陳星翰共同編曲、李格弟作詞。該曲打破華語樂壇多項排行榜紀錄，獲獎包括：YouTube台灣2014年度最夯音樂影片、2015年德國紅點傳達設計大獎、Hit FM第五屆全球流行音樂金榜冠軍、Hito流行音樂獎2015年度十大華語歌曲與2014年度百首單曲冠軍、中華音樂人交流協會2014年度十大單曲等。
現任音樂製作公司「岡歌文創」總經理，積極參與各類創作營促進音樂跨文化合作，曾參加2016年芬蘭A Pop Castle創作營、華納查普爾亞太創作營等，與中、港、台、新、馬、日、韓、芬蘭等多國音樂人合作。2018年受邀參與瑞典Musikmakarna/歌曲創作學院與亞洲首度合辦創作營，與瑞典音樂人交流。
2020年於專輯《不完美人生指南》中與A-Lin合作歌曲《不屑完美》，突破其音樂風格。

### 演出經歷
2008年與音樂製作人李宗盛合作《籃球火》後，Working Master彙編Nese原始demo發行《Working Master－Nese's Demo Collection》，期間參與《娛樂百分百》、台中市跨年演唱會等現場演出。

## 主要作品
| 歌手                      | 歌曲                                                       |
| ------------------------- | ---------------------------------------------------------- |
| GFRIEND (韓國)            | Apple                                                      |
| lol (エルオーエル) (日本) | lolli-lolli(ロリロリ)                                      |
| 蔡依林                    | Play我呸, 我對我, 紅衣女孩                                 |
| 蕭亞軒                    | 表白, 然後, 我的男朋友, Elva is Back, 速配程度, 你不是蝴蝶 |
| 陳奕迅                    | 萬佛朝中, 不能再等待, 不然你要我怎麽樣, 七, 漂亮小姐       |
| 張惠妹                    | So Good, 你在看我嗎, 來鬧的                                |
| A-Lin                     | 一直走, 不屑完美                                           |
| 李玟                      | Fancy                                                      |
| 潘瑋柏                    | What Can I Do, 硬鬧                                        |
| 鄭秀文                    | 我就是愛你不害怕, 裸體早餐                                 |
| 鹿晗                      | 零界點                                                     |
| 吳莫愁                    | 小蠻腰, 最精彩的舞步                                       |
| 王心凌                    | 給我多一些, 生命中的美好缺憾                               |
| 紋嘉                      | Superwoman, Blah Blah Blah                                 |
| 楚晴                      | 退燒, 困獸遊戲, 女孩主義GIRLS                              |
| 周湯豪                    | 兩秒鐘, 看不見的戰爭                                       |
| 陳曉東                    | 淡淡憂鬱                                                   |
| 傅穎                      | 名人錄                                                     |
| 閻奕格                    | Please Don't Cry                                           |
| 陳芳語                    | Tag Me                                                     |
| 徐懷鈺                    | 不值得                                                     |
| 本多RuRu                  | 本小姐不愛                                                 |
| 張婧                      | 簡訊                                                       |
| LOLLIPOP F                | 電司(DANCE)                                                |
| 柯震東                    | Be My Baby                                                 |
| 許志安                    | 蟑螂                                                       |
| 魏如萱                    | 跩                                                         |
| 柏霖PoLin                 | 一塊小蛋糕                                                 |

## 獲獎紀錄
2014年《Play我呸》獲Hito流行音樂獎2015年度十大華語歌曲與2014年度百首單曲冠軍、中華音樂人交流協會年度十大單曲，並入圍第26屆金曲獎「年度最佳歌曲」、「最佳音樂錄影帶」與「最佳編曲人」獎項。

## 网络迷因
2025年歌曲《Superman》因为网友的鬼畜剪辑而翻红，被称为“靠腰之歌”或者“靠腰神曲”，在鼓点配上表情扭曲的黑白漫画，以及《紫禁之巔》中「你们不要再打了啦」的斗舞情节等。
隨著這首 2008 年來自籃球火音樂盛典專輯的歌曲 Superman 再度因網路迷因翻紅，當年與美國饒舌歌曲 Soulja Boy Tell'em - Crank That (發行於 2007 年) 的高度相似性，再度引起眾人討論。(Soulja Boy Tell'em 如今已改名為 Soulja Boy)。